# Enku Ekuta
Enku Ekuta, née le 15 mars 1998, est une judokate nigériane.

## Carrière
Enku Ekuta est médaillée de bronze des championnats d'Afrique de judo 2020 à Antananarivo dans la catégorie des moins de 63 kg.